# Carlo Galante Garrone

Carlo (a destra) con i fratelli Alessandro e Virginia

Carlo Galante Garrone (Vercelli, 2 dicembre 1910 – Torino, 20 giugno 1997) è stato un politico, magistrato e partigiano italiano.

## Biografia
Figlio del latinista Luigi Galante e di Margheritina Garrone, Carlo era fratello minore di Alessandro Galante Garrone e nipote per parte di madre di Eugenio e Giuseppe Garrone – caduti nel 1917 sul Grappa e decorati con la Medaglia d'oro al valor militare –. Nacque a Vercelli ma seguì presto il padre a Torino, ritornando con la famiglia a Vercelli nel 1917, durante le fasi finali della Grande Guerra. Rimasto orfano di padre alla fine del 1925, si trasferì con la famiglia a Torino nel 1928, laureandosi in giurisprudenza e diventando nel 1935 magistrato. Nel 1940 raccolse detti di Benito Mussolini dagli scritti e dai discorsi, che circolarono clandestinamente, e usò l'arma dell'ironia e della satira per mettere in ridicolo il regime.
Nel febbraio del '45 venne arrestato in tribunale dalla polizia fascista. Riuscì a fuggire passando tra scale e stanze del Palazzo di giustizia. Raggiunse la V Divisione Alpina G.L. "Sergio Toja" che operava nella Val Pellice e partecipò alla liberazione di Cuneo.
Il CLN lo nominò, in seguito, prefetto di Alessandria, provincia distrutta materialmente e moralmente dalla guerra, dalle rappresaglie (ad esempio quella della “Benedicta”, Ovada, aprile '44) e dalla deportazione di giovani ed ebrei. A fine febbraio ‘46 la carica passò a un prefetto di carriera e Galante Garrone tornò in tribunale a Torino. Collaborò con Dante Livio Bianco, avvocato civilista e comandante partigiano cuneese; alla sua morte nel '53, ne rilevò lo studio, lasciando la magistratura per l'avvocatura.
Nel 1957 difese l'ex presidente del Consiglio Ferruccio Parri in un processo contro un giornale di destra che aveva pubblicato un articolo intitolato «Prove clamorose: Parri tradì i partigiani». Parri decise di portare il giornale in tribunale  ma il processo non finì mai perché cadde tutto in prescrizione.
In anni di grande dibattito politico sociale, si candidò come indipendente nelle liste del PCI. Fu senatore dal 1968 al 1979, quindi deputato per una legislatura, dal 1979 al 1983.
Presiedette la Commissione sull'inchiesta SIFAR-De Lorenzo e sul fallito golpe del 1964. Partecipò da parlamentare alla battaglia per l'introduzione del divorzio, alla riforma del codice penale e dell'ordinamento penitenziario. Nel 1976 fu in prima fila nella denuncia dello «scandalo Lockheed», che si sarebbe concluso per la prima volta con il rinvio a giudizio per corruzione di alcuni ministri della Repubblica.
Nel 1983 tornò a dedicarsi completamente all'avvocatura ma non abbandonò l'impegno politico. Fu consigliere comunale di Torino nelle liste del PCI fino al 1991 ritirandosi dalla politica attiva solo negli ultimi anni di vita.
Autore di saggi e articoli di carattere politico-costituzionale, morì il 20 giugno del 1997.
Ebbe per figlie la musicista e regista di teatro Margherita Galante Garrone, attiva come cantautrice con lo pseudonimo Margot, e l'attrice Alessandra Galante Garrone (1945-2004), fondatrice, nel 1977, della "Scuola di Teatro di Bologna", che diresse fino alla sua scomparsa e che da allora porta il suo nome.